# 20741 Jeanmichelreess
20741 Jeanmichelreess (tên chỉ định: 1999 XA230) là một tiểu hành tinh nằm ở rìa ngoài của vành đai chính. Nó được khám phá thông qua Chương trình nghiên cứu đối tượng gần Trái Đất của đài thiên văn Lowell ở Anderson Mesa ở Coconino County, Arizona, ngày 7 tháng 12 năm 1999. Nó được đặt theo tên Jean-Michel Reess, một kỹ sư ở Đài thiên văn Paris.